# 73rd Regiment of Foot (1758)
Das 73rd Regiment of Foot war ein Linieninfanterieregiment der britischen Armee, das von 1758 bis 1763 bestand.
Das Regiment wurde am 28. April 1758 geschaffen, indem das 2. Bataillon des 34th Regiment of Foot ausgegliedert und zu einem eigenständigen Regiment erhoben wurde. Am 30. April 1758 wurde Lieutenant-General William Browne zum Colonel des Regiments ernannt, nach dem das Regiment auch „Browne’s Regiment of Foot“ genannt wurde. Das Regiment wurde als Garnison in Irland eingesetzt, während dort bislang stationierte Truppen im Siebenjährigen Krieg eingesetzt wurden. Nach Kriegsende wurde das Regiment 1763 aufgelöst.